# 东北堇菜
东北堇菜（學名：Viola mandshurica），是堇菜科堇菜属的植物，《台湾植物志》中名为紫花地丁。

## 异名
- Viola mandshurica W. Beck. f. albiflora P. Y. Fu et Y. C. Teng

## 形态

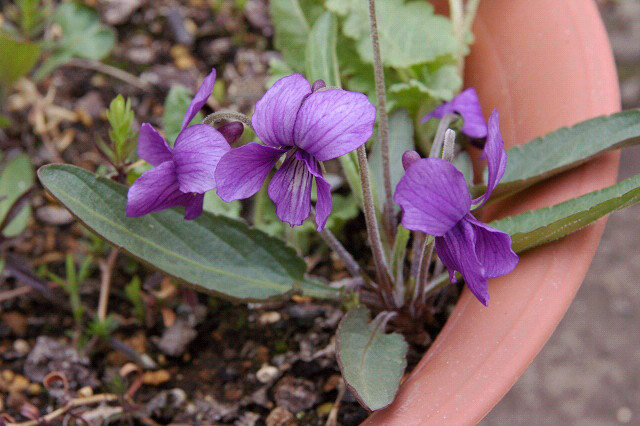

多年生草本，无地上茎，高6-18厘米。根状茎缩短。叶3或5片以至多数，皆基生；叶片长圆形、舌形、卵状披针形；花紫堇色或淡紫色，较大，直径约2厘米；蒴果长圆形，长1-1.5厘米，无毛，先端尖。种子多数，卵球形，长1.5毫米，无毛，淡棕红色。花果期4月下旬至9月。

## 分布
分布于台湾、朝鲜、俄罗斯、日本以及中国大陆的山东、陕西、黑龙江、山西、甘肃、内蒙古、吉林、河北、辽宁等地，生长于海拔700米至1,400米的地区，见于疏林下、草坡、林缘、灌丛、田野荒地、草地以及河岸沙地。